# Mission laïque française
Pour les articles homonymes, voir MLF.

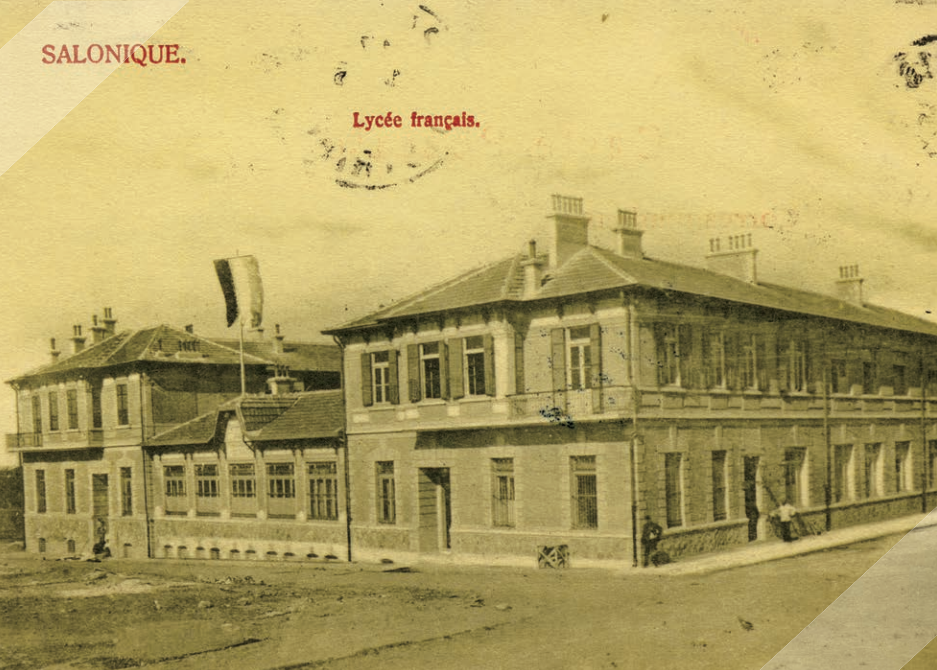
Ouvert en 1906, le lycée français de Salonique, ici en 1912, constitue historiquement le 1er établissement de la Mission laïque.

La Mission laïque française (MLF) est une association à but non lucratif française, créée par Pierre Deschamps en 1902 et reconnue d'utilité publique en 1907, qui a pour objet la diffusion de la langue et de la culture françaises dans le monde, par un enseignement laïque, plurilingue et interculturel. Elle anime un réseau de 109 établissements d’enseignement français à l’étranger scolarisant plus de 60 000 élèves dans 38 pays.
Au Maroc, la MLF est implantée sous le sigle OSUI (Office scolaire et universitaire international), association sœur à but non lucratif créée en 1996. En Côte d’Ivoire, la Mission laïque Côte d’Ivoire (MLCI) a été créée en 2014 pour gérer le lycée international Jean-Mermoz d’Abidjan.
Par convention avec le ministère français de l’Éducation nationale, le ministère français chargé des Affaires étrangères et l'Agence pour l'enseignement français à l'étranger (AEFE), la MLF conduit une mission de service public au service de la scolarisation des jeunes Français, et d’influence au service de la scolarisation des jeunes nationaux dont les familles choisissent de les former dans la langue et la culture françaises.
Le réseau scolaire français à l'étranger compte 580 établissements implantés dans 139 pays. Il repose principalement sur deux structures : l'opérateur public AEFE (établissement public sous tutelle du ministère des Affaires étrangères) et la Mission laïque française (dont le réseau représente en 2020, 109 établissements dans 38 pays, dont 10 au Liban, auxquels s'ajoutent 23 actions de coopération éducative dans 9 pays).
La MLF n'est pas subventionnée par l'État mais une partie des personnels de direction et professeurs enseignant dans ses établissements sont détachés ou retraités du ministère français de l'Éducation nationale. Certains sont payés par l'AEFE, notamment en Éthiopie, en Espagne (jusqu'à la rentrée 2024) et au Liban. Les relations entre la MLF et l'AEFE sont définies par un accord-cadre,.
La MLF est attachée à la défense de valeurs inscrites dans une charte adoptée en 2010 : la laïcité ouverte aux langues et aux cultures nationales, la solidarité, les droits de l’homme, l’humanisme.

## L'activité de l'association

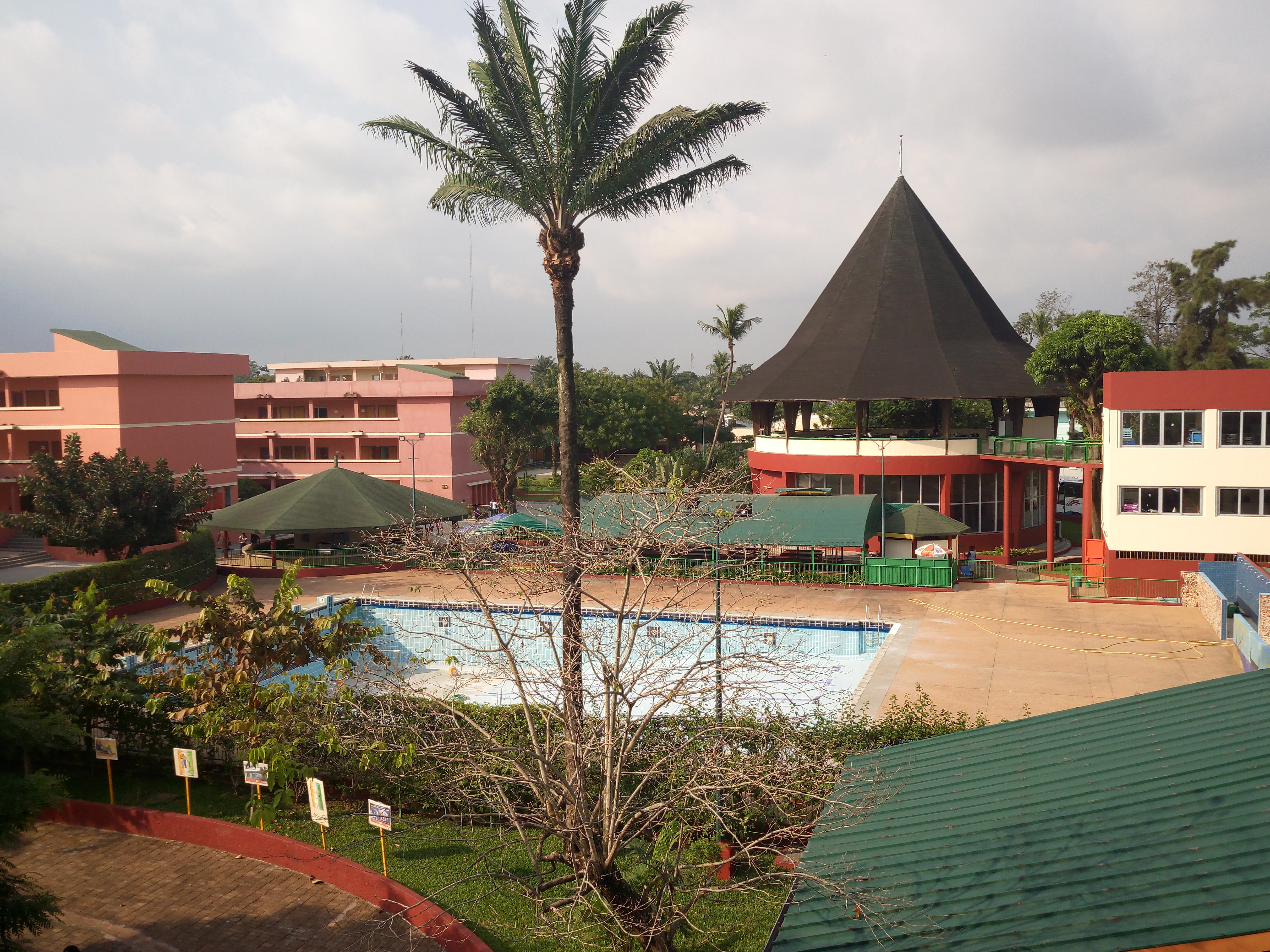
Un exemple d'établissement scolaire de la MLF : le lycée international Jean-Mermoz d’Abidjan (2017)

Le réseau de la MLF se compose d’écoles, collèges et lycées répartis en quatre catégories :
- des établissements gérés directement par la MLF ou l'OSUI (Office scolaire et universitaire international) mais qui sont autonomes sur les plans administratifs, pédagogiques et financiers.
- des écoles d'entreprise qui visent à répondre aux besoins des entreprises françaises (Total, Bouygues et Renault notamment) et étrangères (Comilog, par ex.) qui souhaitent scolariser les enfants de leurs collaborateurs expatriés et du pays d’accueil[16]. Ces écoles, qui peuvent être éphémères, à très faible effectif, conjuguent souvent un enseignement « en présence » et à distance (via le CNED).
- des établissements partenaires étrangers privés qui souhaitent grâce à son appui être homologués par le ministère français de l’Éducation nationale : dans certains pays du Proche-Orient (Liban, Émirats arabes unis), il travaille avec l'Association franco-libanaise pour l’éducation et la culture (d) (AFLEC)[17].
- des projets de coopération éducative menés pour le compte de l’État ou d’institutions publiques ou privées françaises et/ou étrangères.
- de centres de développement professionnel des métiers de l'éducation en Côte d'Ivoire, au Maroc et en Afrique subsaharienne[18].

### Congrès annuels
La MLF organise tous les ans, en général en avril ou en mai, un congrès qui, depuis 2014, propose une thématique autour d'une question contemporaine liée à l'éducation.
| Année | Ville          | Thème                                                                       |
| ----- | -------------- | --------------------------------------------------------------------------- |
| 2014  | Saragosse      | Le numérique élève, réunit, innove                                          |
| 2015  | Dijon          | Le numérique – communication citoyenneté, autonomie                         |
| 2016  | Casablanca     | L'école apprend la citoyenneté                                              |
| 2017  | New York       | L'enseignement français à l'étranger                                        |
| 2018  | Caen/Deauville | L’école française, une pédagogie laïque pour un monde interculturel         |
| 2019  | Paris          | Accueillir l’enfant, accompagner l’élève, bâtir une culture d’établissement |
| 2022  | Rabat          | 120 ans d'engagement au service de l'éducation dans le monde                |
| 2023  | Reims          | Enseigner la vérité ? Un défi toujours renouvelé.                           |

## L’organisation
L’association se compose de trois entités : 
- un conseil d'administration composé de 33 membres élus et de 3 membres de droit représentant l’Agence pour l'enseignement français à l'étranger, le ministère chargé de l’Éducation nationale, et le ministère chargé des Affaires étrangères ;
- un bureau composé de huit membres élus par le conseil d’administration et d’un président d’honneur ;
- un siège, situé à Paris, placé sous la responsabilité de la direction générale.

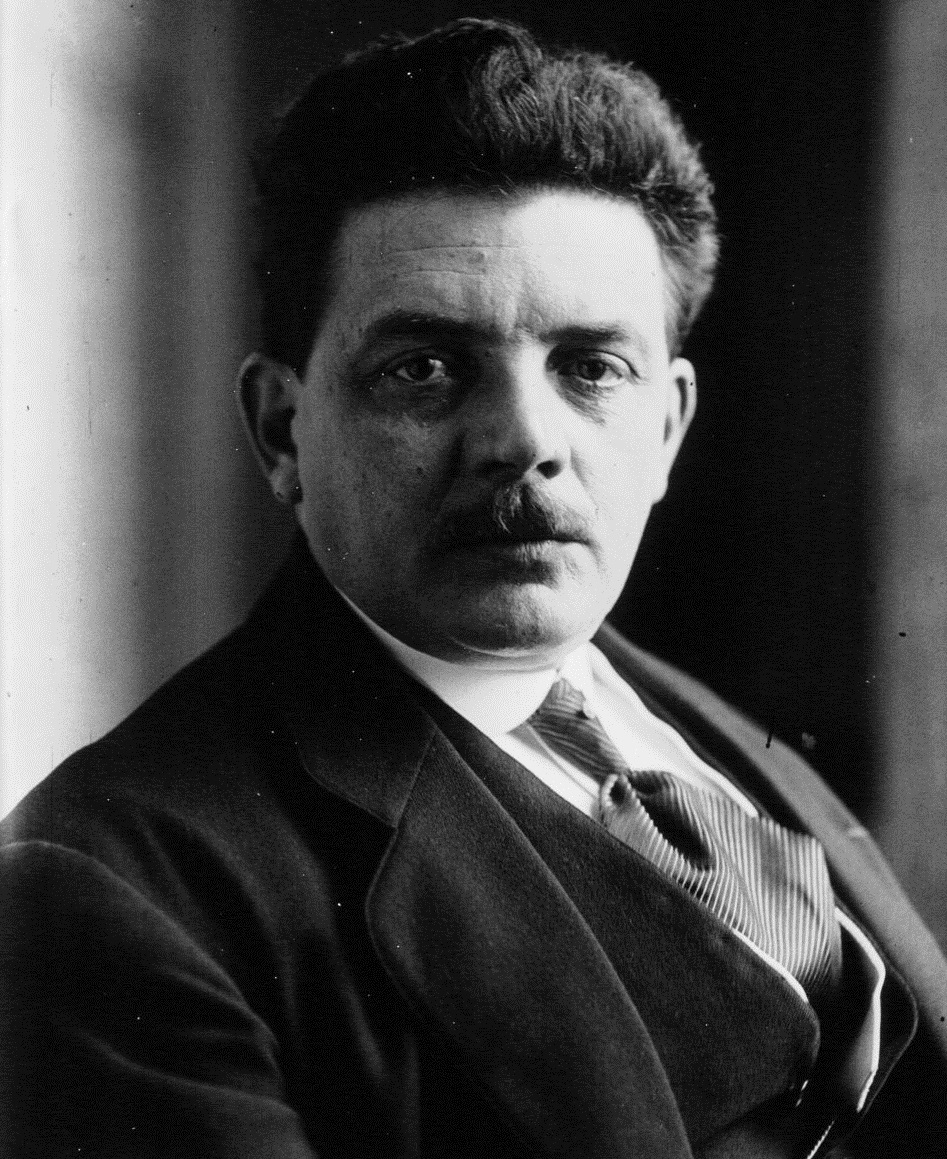
Édouard Herriot, ancien président du Conseil et membre de l'Académie française, fut président de la Mission laïque de 1930 à 1957.

## Administration

### Les présidents de la Mission laïque française
Depuis sa création, la Mission laïque a connu quatorze présidents :
- Pierre Foncin (1902-1903)
- Eugène Étienne (1903-1905)
- Gaston Doumergue (1905-1906)
- Alphonse Aulard (1906-1912)
- Jean-Baptiste Bienvenu-Martin (1912-1930)
- Édouard Herriot (1930-1957)
- Émile Bollaert (1957-1974)
- André Chandernagor (1974-1981)
- Alain Gourdon (1981-1984)
- Paul Fahy (1984-1995)
- Jean-Pierre Bayle (1995-2009)
- Yves Aubin de La Messuzière (2009-2016)
- François Perret (2016-2024)
- Christian Masset (depuis 2024)